# Константинова, Татьяна Николаевна
Татья́на Никола́евна Константи́нова (род. 18 ноября 1970, Печерск, Смоленская область) — российская легкоатлетка, специалистка по метанию молота. Выступала за сборную России по лёгкой атлетике в середине 1990-х — начале 2000-х годов, многократная призёрка первенств национального значения, участница летних Олимпийских игр в Сиднее. Представляла Смоленскую область. Мастер спорта России международного класса.

## Биография
Татьяна Константинова родилась 18 ноября 1970 года в селе Печерск Смоленской области.
Начала заниматься лёгкой атлетикой в местной секции под руководством тренера В. Медведева, позже была подопечной А. Пучкова. В 1992 году окончила Смоленский государственный институт физической культуры. Состояла во всероссийском физкультурно-спортивном обществе «Динамо».
Впервые заявила о себе в метании молота на взрослом всероссийском уровне в сезоне 1993 года, выиграв бронзовые медали на открытом зимнем чемпионате России по длинным метаниям в Краснодаре и на летнем чемпионате России в Москве.
В 1994 году взяла бронзу на открытом зимнем чемпионате России по длинным метаниям в Адлере.
В 1995 году стала серебряной призёркой на открытом зимнем чемпионате России по длинным метаниям в Адлере и на летнем чемпионате России в Москве.
В 1996 году получила бронзовую награду на открытом зимнем чемпионате России по длинным метаниям в Сочи.
На чемпионате России 1997 года в Туле так же была третьей.
В 1998 году на чемпионате России в Москве выиграла серебряную медаль. Попав в основной состав российской национальной сборной, выступила на чемпионате Европы в Будапеште, где метнула молот на 58,35 метра, не сумев преодолеть предварительный квалификационный этап.
На чемпионате России 1999 года в Туле вновь стала второй. Принимала участие в чемпионате мира в Севилье, где с результатом 62,44 метра заняла в финале одиннадцатое место. Также в этом сезоне на соревнованиях в Москве установила свой личный рекорд в метании молота — 72,09 метра.
В 2000 году стала третьей на зимнем чемпионате России по длинным метаниям в Адлере и второй на летнем чемпионате России в Туле. По итогам чемпионата удостоилась права защищать честь страны на Олимпийских играх в Сиднее — показала здесь результат 61,48 метра и в финал не вышла.
После сиднейской Олимпиады Константинова ещё в течение некоторого времени оставалась действующей спортсменкой и продолжала принимать участие в различных всероссийских стартах. Так, в 2001 году она стала бронзовой призёркой на зимнем чемпионате России по длинным метаниям в Адлере и серебряной призёркой на летнем чемпионате России в Туле.
В 2002 году добавила в послужной список серебряную медаль, полученную зимнем чемпионате России по длинным метаниям в Адлере.
За выдающиеся спортивные результаты удостоена почётного звания «Мастер спорта России международного класса».
Впоследствии окончила Гнездовский юридический институт и служила в полиции в подразделении по делам несовершеннолетних.
В 2013 году в Смоленске участвовала в эстафете олимпийского огня перед зимними Олимпийскими играми в Сочи.